# Позовне провадження
Позовне провадження — вид провадження у судовому процесі, у якому розглядається спір двох сторін (позивача та відповідача), який виникає з цивільних, житлових, земельних, сімейних, трудових відносин.
Позовній формі захисту властива форма та порядок звернення до суду, однаковий порядок розгляду спору. Це надає процесуальні гарантії права на судовий захист.
Позовне провадження є основною формою судового провадження в господарському, цивільному та адміністративному процесах. В адміністративному процесі така форма є єдиною.
Позовне провадження поділяється на:
- загальне;
- спрощене — застосовується до окремих категорій спорів, пріоритетом у розгляді яких є швидкість.

## Документи позовного провадження
Документи позовного провадження, які подаються сторонами до суду по відношенню до предмета заяви, поділяються на:
- заяви по суті справи — в них учасники справи викладають письмово свої вимоги, заперечення, аргументи, пояснення та міркування щодо предмета спору. Заяви поділяються на:
  - позовна заява — подається у письмовій формі та повинна відповідати вимогам, встановленим процесуальним законом;
  - відзив — подається відповідачем у строк, встановлений судом, але не менше ніж 15 днів з дня вручення ухвали про відкриття провадження у справі;
  - відповідь на відзив — подається позивачем з приводу доводів, викладених у відзиві, у строк, встановлений судом;
  - заперечення — подається відповідачем з приводу доводів, викладених у відповіді на відзив, у строк, встановлений судом;
  - пояснення третьої особи — подається третьою особою з викладенням аргументів на підтримку позову або заперечення проти нього. Пояснення подаються у строк, встановлений судом.
- заяви з процесуальних питань — в них учасники справи викладають письмово свої вимоги, заперечення, аргументи, пояснення та міркування щодо процесуальних питань. Заяви поділяються на:
  - заяви;
  - клопотання;
  - заперечення.

Процесуальні кодекси встановлюють загальні вимоги до заяв, клопотань і заперечень, які подаються у письмовій формі. За недодержання цих вимог документи повертаються судом без розгляду.
В адміністративному процесі заяви з процесуальних питань повертаються без розгляду також у тому випадку, якщо суд визнає їх очевидно безпідставними та необґрунтованими.
Суд в судовому процесі фіксує прийнятті судові рішення в ухвалах.

## Загальне позовне провадження
Загальне позовне провадження застосовується для справ, які через складність, кількість учасників та особливостю предмета доказування не можуть бути розглянуті в порядку спрощеного провадження.
Розгляд справи в порядку загального позовного провадження передбачає проходження всіх передбачених кодексом стадій судового процесу:
1. подання до відповідного суду позову, який відповідає вимогам процесуального закону;
2. вирішення питання про подальші дії:
  - відкриття провадження у справі;
  - залишення позовної заяви без руху;
  - повернення позову;
  - відмова у відкритті провадження.
3. підготовче провадження, під час якого учасники подають суду заяви по суті справи, а також клопотання з процесуальних питань. За результатами підготовчого судового засідання суд може залишити позов без розгляду, закрити провадження у справі або закрити підготовче провадження та призначити справу до розгляду по суті. У підготовчому провадженні суд:
  - проводить підготовче судове засідання, де розглядає клопотання учасників;
  - вирішує питання залучення третіх осіб;
  - витребування доказів;
  - призначення експертизи;
  - примирення сторін;
  - колегіального розгляду справи;
  - ухвалення рішення по суті спору у випадку визнання позову відповідачем;
  - інші процесуальні питання.
4. розгляд справи по суті, що включає такі етапи:
  1. відкриття розгляду справи по суті: встановлення явки учасників, оголошення складу суду, роз'яснення учасникам їхніх прав та обов'язків, розгляд клопотань;
  2. з'ясування обставин справи та дослідження доказів: вступне слово учасників, питання, дослідження судом доказів, додаткові пояснення учасників;
  3. судові дебати: заключне слово учасників, репліки;
5. ухвалення судом рішення по суті справи.

## Спрощене позовне провадження
В порядку спрощеного позовного провадження обов'язково підлягають розгляду малозначні справи або справи незначної складності, а також справи, що виникають з трудових відносин у цивільному судочинстві.
Малозначними в ЦПК та ГПК вважаються справи, в яких ціна позову не перевищує 100 розмірів прожиткового мінімуму для працездатних осіб, а також нескладні справи, визнані судом малозначними. Не можуть вважатися малозначними справи, які підлягають розгляду лише за правилами загального позовного провадження (їх перелік встановлений у кодексах), а також справи, в яких ціна позову перевищує 250 розмірів прожиткового мінімуму.
За клопотанням позивача в порядку спрощеного позовного провадження може бути розглянута будь-яка справа, крім тих, які згідно з приписами кодексів заборонено розглядати у спрощеному проваджені.
Не допускається розгляд за правилами спрощеного позовного провадження у цивільному процесі сімейних, спадкових спорів, а також спорів з приводу приватизації житлового фонду та якщо ціна позову перевищує 250 розмірів прожиткового мінімуму (ч. 4 ст. 274 ЦПК).
У господарському процесі у спрощеному провадженні не можна розглядати справи про банкрутство, щодо монополізму та недобросовісної конкуренції, приватизації, корпоративні спори тощо (ч. 4 ст. 247 ГПК).
В адміністративному процесі таких категорій справ чотири: оскарження нормативно-правових актів, примусове відчуження земельної ділянки, про відшкодування шкоди чи стягнення грошових коштів, якщо їх сума не перевищує 250 розмірів прожиткового мінімуму (ч. 4 ст. 257 КАС).
Особливості спрощеного позовного провадження:
- скорочені строки подання заяв по суті справи (15 днів для відзиву, 10 днів — для пояснень на відзив, строки подання інших заяв встановлюються судом);
- підготовче засідання не проводиться;
- справа розглядається без повідомлення сторін за наявними матеріалами — суд досліджує докази та письмові пояснення, викладені в заявах по суті справи;
- за клопотанням сторони справа розглядається у судовому засіданні з викликом сторін, однак суд може відмовити у цьому за наявності одночасно двох умов: предметом позову є стягнення грошової суми у розмірі, який не перевищує 100 прожиткових мінімумів, та характер правовідносин і предмет доказування не вимагають проведення судового засідання з викликом сторін.
- в адміністративному процесі передбачений розширений перелік підстав для відмови у клопотанні про розгляд справи в судовому засіданні з викликом сторін (ч.6 ст. 262, ст. 263 КАС).

Спрощене позовне провадження є альтернативою наказного — за всіма категоріями справ наказного провадження позивач, за його бажанням, може звернутися до суду в порядку спрощеного позовного провадження.